# Porracolina

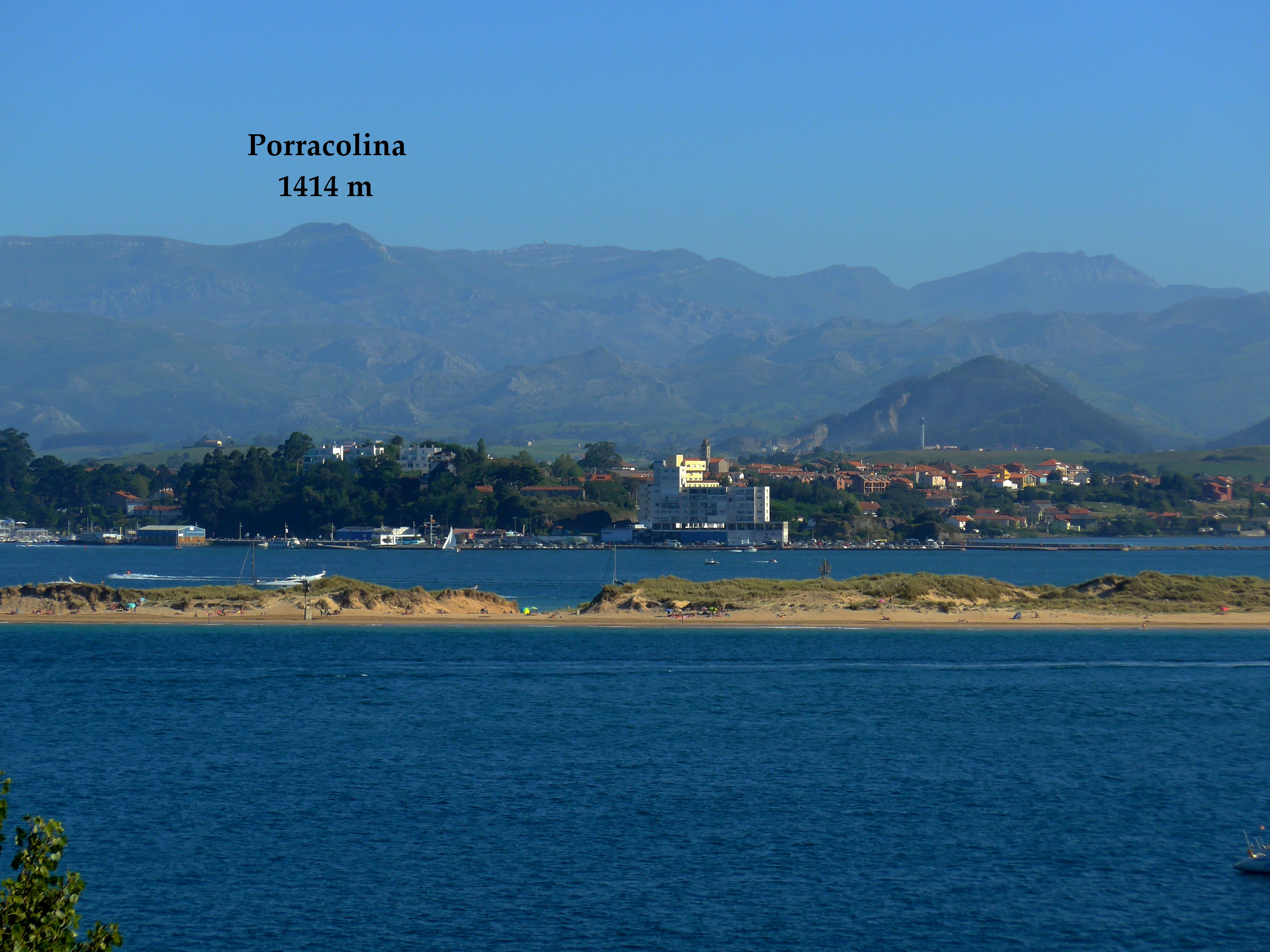
El Porracolina contemplado junto a la bahía de Santander desde la avenida de la reina Victoria

El Porracolina es una emblemática montaña de la cordillera Cantábrica, situada en la comarca de Asón-Agüera en Cantabria. Tiene una altitud de 1414 metros sobre el nivel del mar.
Ubicada en el sector oriental de la cordillera Cantábrica, es una de las montañas más elevadas del Alto Asón y cierra por el norte una zona de especial valor medioambiental como es el Parque natural de los Collados del Asón. A menudo se le sitúa dentro de las denominadas montañas pasiegas, aunque se encuentra ya en el límite oriental de estas.
Se caracteriza, igual que otras montañas de la zona como el Castro Valnera, por ser picos con fuertes desniveles y un paisaje muy singular y pintoresco, fuertemente marcado por la actividad glaciar que modeló el fuerte relieve de los valles y montañas. Además en esta zona están presentes las típicas cabañas pasiegas, que reflejan el tradicional aprovechamiento ganadero de las zonas altas de Cantabria.

## Toponimia
El Porracolina no debe confundirse con la Porra de la Colina o simplemente Colina (1440 m), que es otro pico de las montañas del Asón.

## Rutas de acceso
Son varias las rutas de montañismo que conducen a la cima del Porracolina. La más directa y sencilla arranca en el alto de Los Machucos.  Alternativas a este itinerario parten de los pueblos de Asón, Valdició o Socueva. Además, existe una variante apenas conocida que consiste en acceder a esta montaña subiendo por su espolón noroeste.